# James T. Jones
James Taylor Jones (* 20. Juli 1832 in Richmond, Virginia; † 15. Februar 1895 in Demopolis, Marengo County, Alabama) war ein US-amerikanischer Rechtsanwalt, Richter, Offizier und Politiker (Demokratische Partei).

## Werdegang
James Taylor Jones zog 1834 mit seinem Vater nach Marengo County. Dort ging er später klassischen Studienfächern nach. Er graduierte 1852 am Princeton College und 1855 an der Law School der University of Virginia in Charlottesville. Seine Zulassung als Anwalt bekam er 1856 und fing dann in Demopolis an zu praktizieren.
Nach Ausbruch des Amerikanischen Bürgerkrieges verpflichtete er sich in der Konföderiertenarmee, wo er zum Anfang den Dienstgrad eines Privates im 4. Alabama Regiment bekleidete. Dort wurde er 1862 zum Captain der Kompanie D befördert. Dann wurde er 1864 zum Rechtsoffizier im konföderierten Kriegsministerium (Confederate War Department) ernannt und bekleidete diesen Posten bis zum Ende des Krieges.
Jones verfolgte ebenfalls eine politische Laufbahn. Er nahm 1865 als Delegierter an der verfassungsgebenden Versammlung von Alabama teil. Dann war er 1872 und 1873 Mitglied im Senat von Alabama. Danach kandidierte er 1874 erfolglos um einen Sitz im 44. US-Kongress, wurde aber dann in den 45. US-Kongress gewählt. Bei seinem Wiederwahlversuch 1878 in den 46. US-Kongress erlitt er eine Niederlage. Er war im US-Repräsentantenhaus vom 4. März 1877 bis zum 3. März 1879 tätig. Später wurde er in den 48. US-Kongress gewählt, um dort die freie Stelle zu füllen, die durch den Tod von Thomas H. Herndon entstand. Er wurde in die zwei nachfolgenden US-Kongresse wiedergewählt. Jones diente dort vom 3. Dezember 1883 bis zum 3. März 1889. Er entschied sich gegen eine Kandidatur für den 51. US-Kongress und nahm nach Ablauf seiner Amtszeit wieder seine Tätigkeit als Anwalt in Demopolis auf.
Jones bekleidete von 1890 bis zu seinem Tod 1895 die Stellung eines Amtsrichters am ersten Gerichtsbezirk von Alabama. Er wurde auf dem Lyon Cemetery beigesetzt.